# Popołudniowe przejażdżki
Popołudniowe przejażdżki – album Janusza Radka i The Ants, wydany 16 października 2015 przez Magic Records.

## Twórcy
- Janusz Radek – śpiew
- Marcin Gajko – miksowanie i mastering
- Leszek Biolik – gitara basowa, produkcja muzyczna
- Bartek Kapłoński – gitary
- Michał Marecki – instrumenty klawiszowe
- Andrzej Rajski – perkusja
- Michał Tomaszczyk – puzon
- Maciej Gładysz – gitara

## Lista utworów
| Popołudniowe przejażdżki – 2015 | Popołudniowe przejażdżki – 2015 | Popołudniowe przejażdżki – 2015 |
| Nr                              | Tytuł utworu                    | Długość                         |
| ------------------------------- | ------------------------------- | ------------------------------- |
| 1.                              | „Popołudniowe przejażdżki”      |                                 |
| 2.                              | „Czucie”                        |                                 |
| 3.                              | „Czwartek na zawsze”            |                                 |
| 4.                              | „Spróbuj jeszcze raz od nowa”   |                                 |
| 5.                              | „Chciałbym cię jeszcze raz”     |                                 |
| 6.                              | „Pociąg do”                     |                                 |
| 7.                              | „Gdybyś była”                   |                                 |
| 8.                              | „Manekin start”                 |                                 |
| 9.                              | „Na drodze leżę”                |                                 |
| 10.                             | „Zostawcie chwile”              |                                 |
| 11.                             | „No to już”                     |                                 |